# Liczebność populacji
Liczebność populacji – liczba osobników w populacji.
Zmiany liczebności zależą od: liczby osobników przybywających do populacji przez rozród lub imigrację, liczby osobników ubywających z populacji na drodze wymierania lub emigracji. Liczebność populacji zmienia się w czasie (zob. dynamika liczebności populacji).
Okresowo ustalane są liczebności populacji gatunków chronionych i ginących oraz populacje dużych roślin i zwierząt (zob. np. metoda wielokrotnych złowień).